# Тетрамолибдат натрия
Тетрамолибдат натрия — неорганическое соединение,
соль натрия и тетрамолибденовой кислоты
с формулой Na2Mo4O13,
бесцветные кристаллы,
растворяется в воде,
образует кристаллогидраты.

## Получение
- Сплавление стехиометрических количеств молибдата натрия и триоксида молибдена:

{\displaystyle {\mathsf {Na_{2}MoO_{4}+3MoO_{3}\ {\xrightarrow {T}}\ Na_{2}Mo_{4}O_{13}}}}

## Физические свойства
Тетрамолибдат натрия образует бесцветные кристаллы.
Растворяется в воде.
Образует кристаллогидраты состава Na2Mo4O13•n H2O, где n = 6 и 7.